# Siegfried Kanngießer

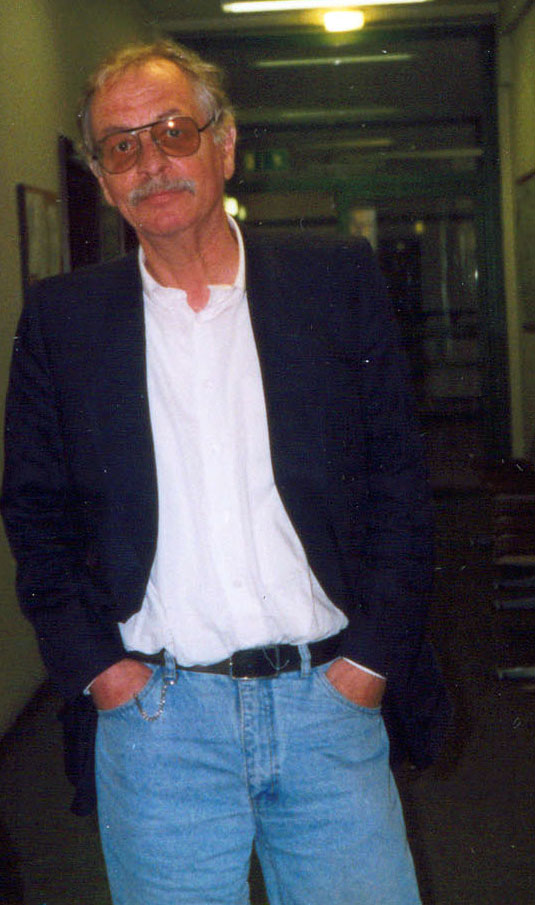
Siegfried Kanngießer in den 1990er Jahren.

Siegfried Kanngießer (* 29. Dezember 1940 in Kassel; † 20. November 2004 in Osnabrück) war ein deutscher Sprachwissenschaftler und Hochschullehrer.

## Leben
Kanngießer studierte Philosophie an den Universitäten Marburg, Hamburg und Göttingen, wo er 1969 bei dem Sprachwissenschaftler Wolfgang P. Schmid (Zweitgutachter der Philosoph Erhard Scheibe) promovierte und eine Assistentenstelle bekleidete.
1973 hatte er eine Gastprofessur in Hamburg. 1974 erfolgte seine Berufung auf den Lehrstuhl für Sprachwissenschaft (Schwerpunkt „Theorie der Sprachstruktur und Sprachveränderung: Transformationsgrammatik, Soziolinguistik unter Einschluss der neuen Pragmatikforschung“) an der damals neu gegründeten Universität Osnabrück.
Er gehörte zu den Gründungsmitgliedern der 1978 in Frankfurt am Main gegründeten Deutschen Gesellschaft für Sprachwissenschaft (DGfS) sowie der 1994 in Mannheim gegründeten Gesellschaft für Kognitionswissenschaft (GK).
Kanngießer war tätig bei dem 1986 eingerichteten Forschungsprojekt LILOG (Linguistische und logische Methoden zum Verstehen deutscher Texte, bzw. zur Erforschung der semantischen Informationsverarbeitung), eine Forschungskooperation von IBM mit mehreren bundesdeutschen Universitäten, die insgesamt von IBM finanziert wurde. Kanngießer war weiterhin in vielen Funktionen für die Deutsche Forschungsgemeinschaft (DFG) tätig, bei der er später Mitglied des Senatsausschusses für Sonderforschungsbereiche wurde.
Ab 1990 war er Mitherausgeber des Journals Kognitionswissenschaft.
In Osnabrück gründete er den Magisterstudiengang Computerlinguistik und Künstliche Intelligenz (CL & KI), der vom Wintersemester 1989/90 bis zum WS 1997/98 Studierende aufnahm und ab dem WS 1998/99 in den neu eingerichteten Bachelor/Master-Studiengang Cognitive Science überführt wurde.

## Publikationen
- Aspekte der synchronen und diachronen Linguistik. Niemeyer, Tübingen 1972, ISBN 978-3-484-22010-2 (250 S.).
- Noam Chomsky: Sprache und Geist. 1. Auflage. Suhrkamp, Frankfurt am Main 1973, ISBN 978-3-518-07619-4 (Originaltitel: Language and Mind. Übersetzt von Siegfried Kanngießer, Gerd Lingrün, Ulrike Schwartz).
- Siegfried Kanngießer, Gerd Lingrün (Hrsg.): Studien zur Semantik. Scriptor, Kronberg 1974, ISBN 978-3-589-00058-6 (236 S.).
- R. Dietrich, S. Kanngießer (Hrsg.): Sprachwissenschaft als Bd. 2 von H. Arnold, V. Sinemus (Hrsg.). Grundzüge der Literatur- und Sprachwissenschaft. dtv München 1974, ISBN 3-423-04227-3
- Karl-Otto Apel (Hrsg.): Sprachpragmatik und Philosophie. Beiträge von K.-O. Apel, J. Habermas, S. Kanngießer, H. Schnelle, D. Wunderlich, ISBN 3-518-06106-2, ISBN 978-3-518-06106-0
- Christopher Habel, Siegfried Kanngießer (Hrsg.): Sprachdynamik und Sprachstruktur. Ansätze zur Sprachtheorie. Niemeyer, Tübingen 1978, ISBN 978-3-484-22025-6 (243 S.).
- Christopher Habel, Siegfried Kanngießer, Gert Rickheit (Hrsg.): Perspektiven der Kognitiven Linguistik. Modelle und Methoden. Westdeutscher Verlag, 1996.
- Siegfried Kanngießer: Alternativräume der Sprachdynamik. Versuch über die Determination der grammatischen Kontingenz. Hrsg.: Utz Maas. V und R Unipress, Göttingen 2006, ISBN 978-3-89971-302-2 (369 S.).